# Nicolas Eekman
Nicolas Mathieu Eekman, (Nikolaas Mathijs Eekman) född den 9 augusti 1889 i Bryssel, död den 13 november 1973 i Paris, var en nederländsk bildkonstnär, inriktad på figurativ konst. I länder som Frankrike, Belgien och Nederländerna är han även känd som Nico Eekman, Nic Eekman eller bara under signaturen Ekma.

## Biografi
Nicolas Eekman var förutom målare även grafiker, tecknare, akvarellmålare och illustratör. Till böckerna han har illustrerat hör Les Destinées av Alfred de Vigny  (1933), Contes d’un buveur de bière av Charles Deulin (1945), Thyl Ulenspiegel av Charles de Coster  (1946) och L’Ane culotte av Henri Bosco  (1950).
Hans konstnärliga stil kan delas in i tre huvudsakliga perioder: en expressionistisk period från 1914 och fram till slutet av 1920-talet, en period med flamländsk realism till slutet av 1950-talet och därefter en fantasibetonad period.
Nicolas Eekman föddes i Bryssel i det hus där Victor Hugo under sina år i exil började skriva på sin roman Samhällets olycksbarn. Vid 18 års ålder höll Eekman sin första föreläsning om ”Van Gogh, den okände”, som år 1907 fortfarande var en ytterst underskattad konstnär av stora delar av befolkningen. 1912 besökte han den första stora utställningen av Vincent Van Goghs verk på Sonderbunds internationella konstutställning i Köln, vilket skulle visa sig vara en avgörande erfarenhet för Eekman.
Efter sin arkitektexamen vid konsthögskolan Academie des Beaux Arts i Bryssel, blev Eekman inbjuden av sin vän pastor Bart de Ligt, att under första världskriget vistas i Neunens prästgård i Nederländerna. Neunen är ett litet samhälle i kommunen Nuenen, Gerwen en Nederwetten. I samma prästgård hade familjen van Gogh levt 30 år tidigare och Vincent hade där bland annat målat Potatisätarna. Mot slutet av kriget hade Eekman flera utställningar och hans verk köptes av museer och konstsamlare, bland dem Hélène Kröller-Müller vars samling blev till Kröller-Müller Museum 1938.
1921 bosatte sig Nicolas Eekman i Paris och fortsatte ställa ut i Frankrike och i andra länder. Han umgicks med andra nederländska konstnärer i Paris, däribland Fred Klein, Piet Mondrian, César Domela, Georges Vantongerloo och Frans Masereel. Han blev bekant med galleristen Jeanne Bucher, som arrangerade en utställning med honom och Mondrian 1928. Detta var den enda gången som Mondrian ställde ut sina verk på ett galleri i Paris. Dessa båda män, som hade långt ifrån samma vision av konsten, Mondrian som hörde till grundarna av den abstrakta konsten och Eekman som var helt emot den, förblev vänner för livet.
På 1930-talet var Eekman med i flera samlingsutställningar, särskilt i USA, samtidigt som hans egna utställningar arrangerades runt om i hela Europa. Eekman hade blivit en del av Paris konstnärsliv, vid den här tiden i kvarteren kring Montparnasse, och umgicks med Jean Lurçat, Louis Marcoussis, André Lhote, Max Jacob, Moïse Kisling, Marc Chagall, Pablo Picasso, Salvador Dalí, Armand Nakache, Paul Signac, Jacques Lipchitz, Fernand Léger, Édouard Goerg, Max Ernst med flera.
Under världsutställningen i Paris 1937 tilldelades Eekman en guldmedalj för sin målning La pelote bleue, som senare skulle köpas in av staten till förmån för museet Jeu de Paume i Paris.
1937 beslagtog propagandaministeriet i Nazityskland vad som fanns av Nicolas Mathieu Eekman på tyska museer, därför att den konst han representerade definierades som entartete Kunst och sådant skulle undanröjas ur riket. Det var 32 grafiska blad på åtta olika museer och i NS-protokollet är de allihop noterade som zerstört [förstörda] efter värdering.
Efter Frankrikes kapitulation jagades Eekman av nazister och tog sin tillflykt till Saint-Jean-de-Luz i sydöstra Frankrike, där han tillfälligt signerade sina verk Ekma.
1944 arrangerade Palais des Beaux Arts i Bryssel en betydande utställning av Eekman, vilken besöktes av drottning Elisabeth av Belgien.
På 1950- och 1960-talen arrangerades med jämna mellanrum utställningar i Frankrike, Belgien, Nederländerna och Schweiz. Under den internationella utställningen i Deauville 1956 tilldelades han priset ”Prix du Nu”.
1961 beställde professor H. Griffon en avsevärd väggmålning av Eekman, på temat medicinalväxter i världen. Verket utfördes i apoteket på Paris-Orly flygplatsen.
Kort efter en stor retrospektiv utställning på Galerie Reflets i Bryssel dog Nicolas Eekman i Paris. Han begravdes på kyrkogården i Ivry-sur-Seine.
Genom hans dotter Luce Eekman bildades 1989 sällskapet Le Sillon Nicolas Eekman som ägnar sig åt att hålla minnet av konstnären och hans verk vid liv. Flera utställningar har arrangerats i Frankrike och Nederländerna och en omfattande verkförteckning håller på att göras.